# Hillerslev Sogn (Faaborg-Midtfyn Kommune)
 Denne artikel omhandler Hillerslev Sogn (Faaborg-Midtfyn Kommune). Der er også andre sogne med dette navn, se Hillerslev Sogn.
Hillerslev Sogn er et sogn i Midtfyn Provsti (Fyens Stift).
I 1800-tallet var Hillerslev Sogn anneks til Øster Hæsinge Sogn. Begge sogne hørte til Sallinge Herred i Svendborg Amt. Trods annekteringen var de to selvstændige sognekommuner. Ved kommunalreformen i 1970 blev Øster Hæsinge indlemmet i Faaborg Kommune, og Hillerslev blev indlemmet i Ringe Kommune. Ved strukturreformen i 2007 indgik begge disse storkommuner i Faaborg-Midtfyn Kommune.
I Hillerslev Sogn ligger Hillerslev Kirke.
I sognet findes følgende autoriserede stednavne:
- Flintebakken (bebyggelse)
- Galgebakke (bebyggelse)
- Gelskov (ejerlav, landbrugsejendom)
- Hillerslev (bebyggelse, ejerlav)
- Højrup (bebyggelse, ejerlav)
- Nybølle (bebyggelse, ejerlav)
- Nybøllegård (landbrugsejendom)
- Orebanker (areal)
- Sallinge (bebyggelse, ejerlav)
- Sallinge Lunde (bebyggelse)
- Sallinge Mark (bebyggelse)
- Sallinge Skov (bebyggelse)
- Skelhuse (bebyggelse)
- Skovhuse (bebyggelse)
- Spejlsgårde (bebyggelse)